# FC Everton (Frauenfußball)
Der FC Everton (Frauen) ist ein professioneller Frauenfußballverein aus der nordwestlich gelegenen Großstadt Liverpool aus dem Stadtteil Everton. Derzeit spielt der FC Everton in der höchsten englischen Liga, der FA Women’s Super League. 1983 wurde der Verein als Hoylake WFC gegründet und ist gegenwärtig Teil des FC Everton. Bis Februar 2020 wurden die Heimspiele des FC Everton im Walton Hall Park in Liverpool, Stadtteil Walton ausgetragen. Wie auch der Stammverein hat die Frauenabteilung die Spitznamen The Toffees oder The Blues inne. Gegenwärtig weist der Verein zwei FA Cup Siege, eine Meisterschaft und einen Ligapokalsieg als Erfolge vor und gehört damit zu den erfolgreichsten Frauenfußballvereinen Englands.

## Frühe Geschichte
1983 wurde der Hoylake WFC gegründet. In der Folgezeit fusionierte der Hoylake WFC mit den Dolphins YC und fügte durch einen Sponsorenvertrag den Namenzusatz „Pacific“ hinzu. In den Jahren 1987/88 gewann der Verein die North West League und erreichte das FA-Cup-Finale der Frauen, wobei das Spiel mit 3:1 gegen Doncaster Belles, der Frauenabteilung der Doncaster Rovers, verloren ging. Im Folgejahr erreichte man erneut das Finale und gewann schließlich im zweiten Anlauf mit einem 3:2-Sieg gegen die Friends of Fulham, der heutigen Frauenabteilung des AFC Wimbledon und sicherte sich damit den erstmaligen Gewinn des FA Cups. Bis zur Saison 1991/92 hatte man die regionale Meisterschaft fünf Jahre infolge gewonnen. Im Folgejahr stieg man, nachdem diese erweitert wurde, in die Division One North auf, welche man schließlich ebenfalls gewann und man den Aufstieg in die FA Women’s Premier League schaffte.

## FC Everton
1995 wurde der Verein in Everton Ladies umbenannt und machte sich unter diesem weiterhin einen Namen. 1997 erreichte man das League Cup Finale, welches man 2:1 gegen die Frauenabteilung des FC Millwall verlor. Im folgenden Jahr wurde man englischer Meister, welcher bis heute der größte Erfolg des Vereins ist. 1999 erreichte man erneut das Finale des Ligapokals, welches jedoch abermals verloren ging, dieses Mal mit einem 3:1 gegen den FC Arsenal. 2005 erreichte man das Finale des FA Cups, welche jedoch nach einer enttäuschenden Vorstellung 1:0 gegen Charlton Athletic verloren ging. Zwei Jahre später konnte der FC Everton Charlton Athletic auf den zweiten Platz der Premier League verdrängen und so eine Art Rache für das verlorene Finale erzielen konnten. Durch den Sieg des FC Arsenal in der UEFA Women’s Champions League durfte Everton erstmals in der Vereinshistorie auf europäischen Bühne spielen. 2008 gewann man das Finale des League Cups gegen den FC Arsenal, welcher zu diesem Zeitpunkt seit zwei Jahren unbesiegt war.
Das erste europäische Spiel gewann der FC Everton mit einem 4:0 gegen die litauische Mannschaft Gintra. Die weiteren beiden Gruppenspiele gewann Everton ebenfalls souverän mit einer Tordifferenz von 20 ohne ein Gegentor zu kassieren. In der zweiten Gruppenphase jedoch wurde man trotz einen 3:1-Sieges im letzten Gruppenspiel Knattspyrnufélagið Valu aus Island lediglich dritter und schied so aus dem Wettbewerb aus.
Am 10, Mai 2009 hätte ein Unentschieden am vorletzten Spieltag gegen Arsenal gereicht, um das zweite Mal in der Vereinsgeschichte die Meisterschaft zu feiern. Man verlor das Spiel jedoch mit 1:0. Durch eine Reformierung der Champions League qualifizierte sich Everton dennoch als Zweiter für die Qualifikation der Champions League, musste sich jedoch in dieser gegen die norwegische Mannschaft Roa IL geschlagen geben. 2010 gewann man in der Verlängerung mit einem 3:2-Sieg gegen Arsenal den zweiten FA-Cup-Sieg der Vereinsgeschichte.
2011 musste man sich im Viertelfinale der Champions League dem FCR Duisburg geschlagen geben. Auch wenn man bereits im Viertelfinale ausgeschieden ist, ist es bis heute die erfolgreichste Teilnahme an der Champions League. 2011 wurde Everton Gründungsmitglied der neuen Super League, zusammen mit Arsenal und Chelsea.

## Abstieg aus der Super League
Nach mehreren Saisons, die im Tabellenmittelfeld beendet wurden, verließen die zwei Schlüsselspielerinnen, Jill Scott und Toni Duggan beide nach Manchester City, Everton und der Verein hatte mit sportlichen Problemen zu kämpfen. Im September 2014 stieg man durch eine 2:0-Niederlage gegen Notts County nach 21 Jahren aus dem Spitzenfußball ab.

## Zweite Liga
Von 2015 bis 2017 spielte der FC Everton in der zweiten Liga, nachdem man in der Saison 2014 aus der Super League abgestiegen ist. Zwei Mal infolge erreichte man lediglich den dritten Tabellenplatz. Durch die Anpassung an den FIFA-Spielkalender wurden zwei Mal in Folge verkürzte neun-Spiele-Saisons durchgeführt, in welcher kein Auf-und-Absteiger aus der ersten und zweiten Liga ermittelt wurden. Diese Spielzeiten werden FA WSL Spring Series genannt. Nach 1997/98 hatte man nach sieben von neun Siegen das erste Mal eine Meisterschaft gefeiert. Nachdem Notts County sich aus finanziellen Gründen aus dem Profibereich des Frauenfußballs zurückgezogen hatte, wurde der FC Everton eingeladen, die vakante Stelle zu besetzen.

## Rückkehr in das Oberhaus
Nachdem Everton die Stelle von Notts County eingenommen hatte, kehrte Everton 2017 zurück in das englische Oberhaus. Strukturelle Veränderungen der Liga verhinderten, dass Everton erneut aus dem Oberhaus abstieg. Everton hatte Mühe, in Form zu gelangen und erreichte lediglich den neunten Tabellenplatz. Lediglich Yeovil Town war als sieglose Mannschaft schlechter. Zur Saison 2019/20 hatte der Verein des Namenszusatz Ladies gestrichen. Formell wird weiterhin Ladies oder Women verwendet, um Verwechslungen mit der Herrenabteilung des FC Everton zu verhindern.

## Spielstätten
15 Jahre lang war ab 1998 Rossett Park Austragungsort der Heimspiele des FC Everton, welcher zusammen mit dem non-league Verein Marine AFC geteilt wurde. Eröffnet wurde das Stadion bereits 1884 und bietet gegenwärtig 3185 Zuschauern platz und wird vom AFC Liverpool und Marine AFC verwendet.
2013 wechselte man in das Halton Stadium, welches auch vom Rivalen Liverpool benutzt wurde.
Vor der Saison 2018/19 verkündete Everton, dass man für die erste Hälfte der Saison in die Haig Avenue gehen wird, welche man schließlich für die komplette Spielzeit nutzte.
Mit dem Umzug der Herrenmannschaft in das neue Hill Dickinson Stadium zur Saison 2025/26, übernimmt die Frauenmannschaft den Goodison Park als permanente Heimspielstätte.